# Escuque
Escuque é uma cidade venezuelana, capital do município de Escuque.